# Fårvang
Fårvang is een plaats in de Deense regio Midden-Jutland, gemeente Silkeborg. De plaats telt 1266 inwoners (2008).

## Geboren
- Martin Laursen (26 juli 1977), voetballer